# Fiat Nuova 500 (2020)
La Fiat Nuova 500, chiamata anche Fiat 500e, Fiat 500 EV o Fiat 500 elettrica (nome in codice progetto 332), è una superutilitaria a propulsione elettrica e ibrida prodotta dalla casa automobilistica italiana FIAT a partire dal 2020.
L'autovettura, disponibile inizialmente solo con alimentazione elettrica, ha affiancato nel listino la 500 del 2007, sostituendola nella gamma con la contestuale uscita di produzione del modello endotermico nel mercato europeo. Nel 2025, debutta ufficialmente la nuova 500 ibrida, prodotta a Mirafiori sulla Base della 500 elettrica.

## Descrizione
La vettura doveva essere presentata al salone dell'automobile di Ginevra, ma l'evento è stato annullato a causa della pandemia di COVID-19. Si è quindi deciso di presentarla alla Triennale di Milano il 4 marzo 2020.
Costruita su una piattaforma totalmente inedita che non ha nulla in comune con quella della precedente generazione, è stata presentata in versione cabriolet nella versione di lancio La Prima, disponibile per tutti i primi 500 esemplari venduti in ogni mercato. Durante l'evento di lancio sono state esposte tre one-off personalizzate da Armani, Kartell e Bulgari.
A differenza dell'omonima vettura con motore endotermico, la 500 elettrica non viene costruita in Polonia, bensì in Italia nell'impianto di Mirafiori. Inizialmente venduta nel solo mercato europeo, nel luglio 2021 viene lanciata in Israele e solo un mese più tardi in Brasile, con l'intenzione di compiere un primo passo verso la commercializzazione di vetture elettriche sul mercato sudamericano.
Dopo 4 anni di produzione, la vettura ha ampiamente disatteso le aspettative di vendita, portando a varie interruzioni della produzione, specialmente nel mercato italiano, aggravando la crisi dello stesso stabilimento di Mirafiori.

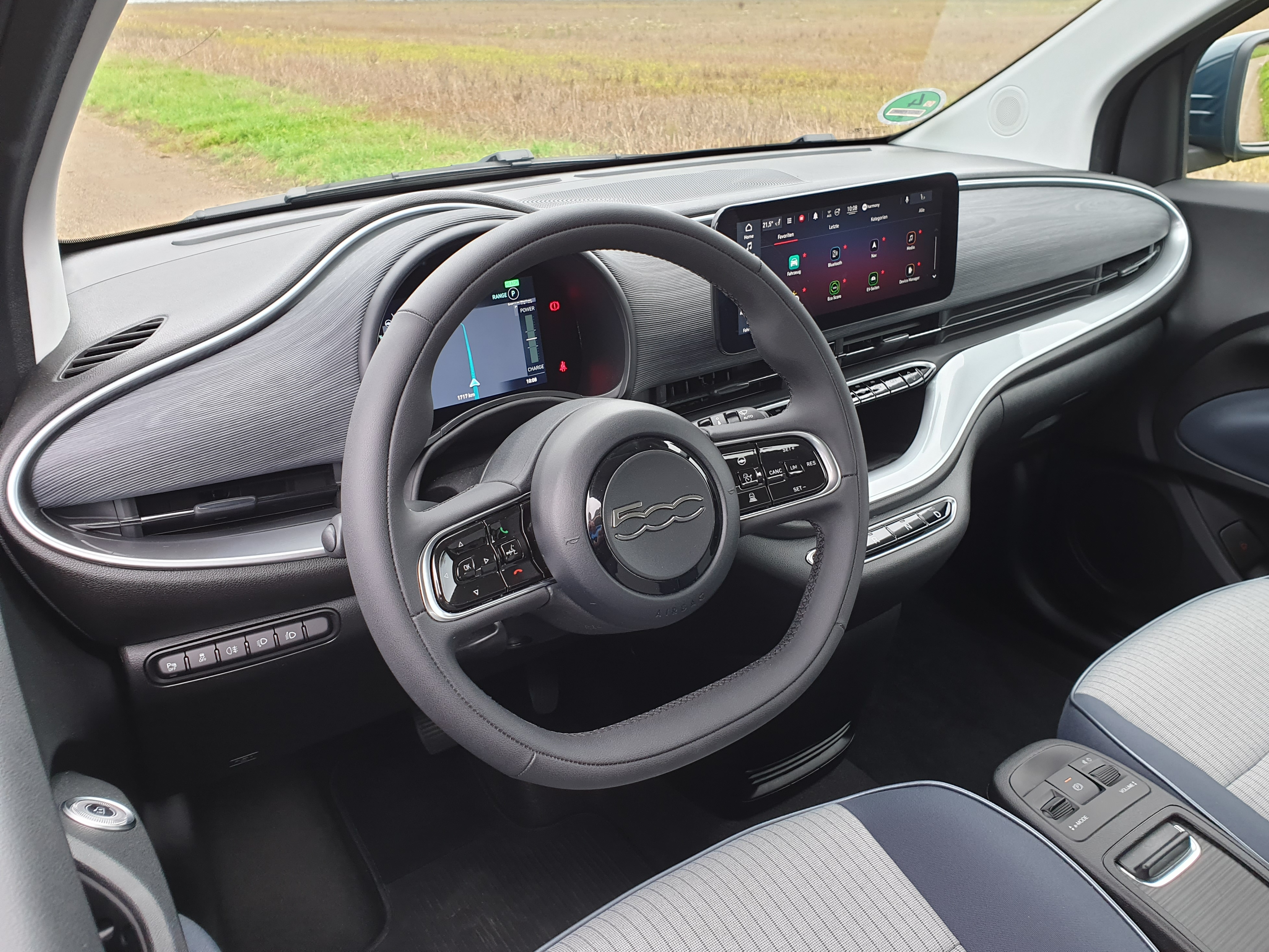
Interni

## Design e interni
La Nuova 500 è la prima citycar prodotta da FCA a essere dotata di sistema di guida autonoma di livello 2 e la prima vettura a essere equipaggiata con il sistema di infotainment UConnect 5. All'interno sono presenti un volante a due razze e due display digitali, uno circolare che funge da quadro strumenti e uno rettangolare da 10,25 pollici (260 mm), posto nella console centrale, che ospita il sistema multimediale.

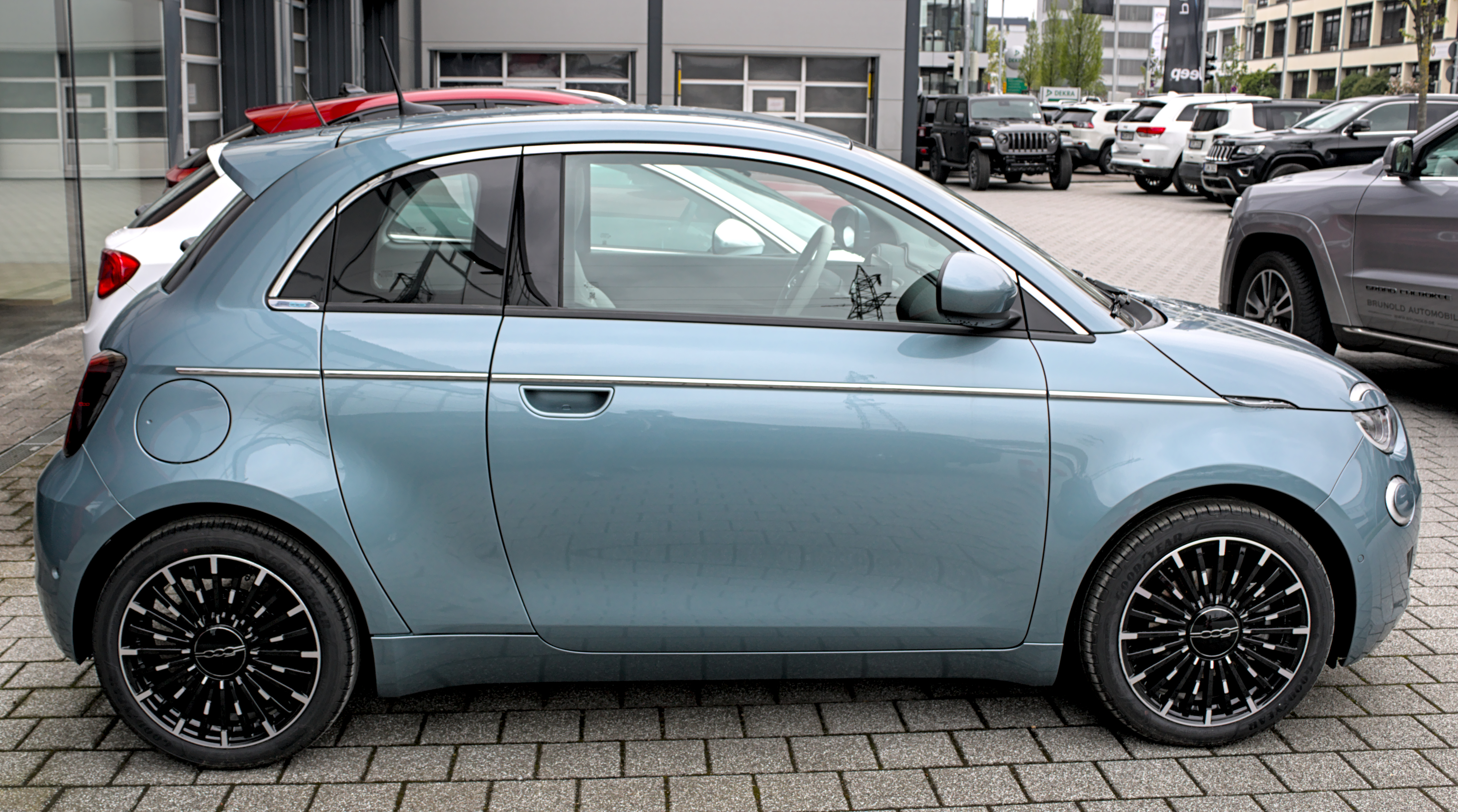
Fiat 500e 3+1

Esteticamente la vettura non si discosta troppo dal modello a motore endotermico, anche se è più grande rispetto a quest'ultimo. I cambiamenti principali sono l'assenza del logo FIAT nel frontale (è presente solo nel portellone posteriore), sostituito dal logo 500, la nuova griglia anteriore in tinta con la carrozzeria e le luci, sia anteriori che posteriori, totalmente a LED, con l'indicatore di direzione anteriore posto direttamente sul cofano e in rilievo sulla carrozzeria. I fari anteriori hanno ora una forma ellittica, con il proiettore principale che si estende sul cofano fino ad essere parzialmente inglobato in esso. Sono inoltre assenti le maniglie delle portiere, sostituite da incavi a filo della carrozzeria con, al loro interno, un pulsante per aprirle.

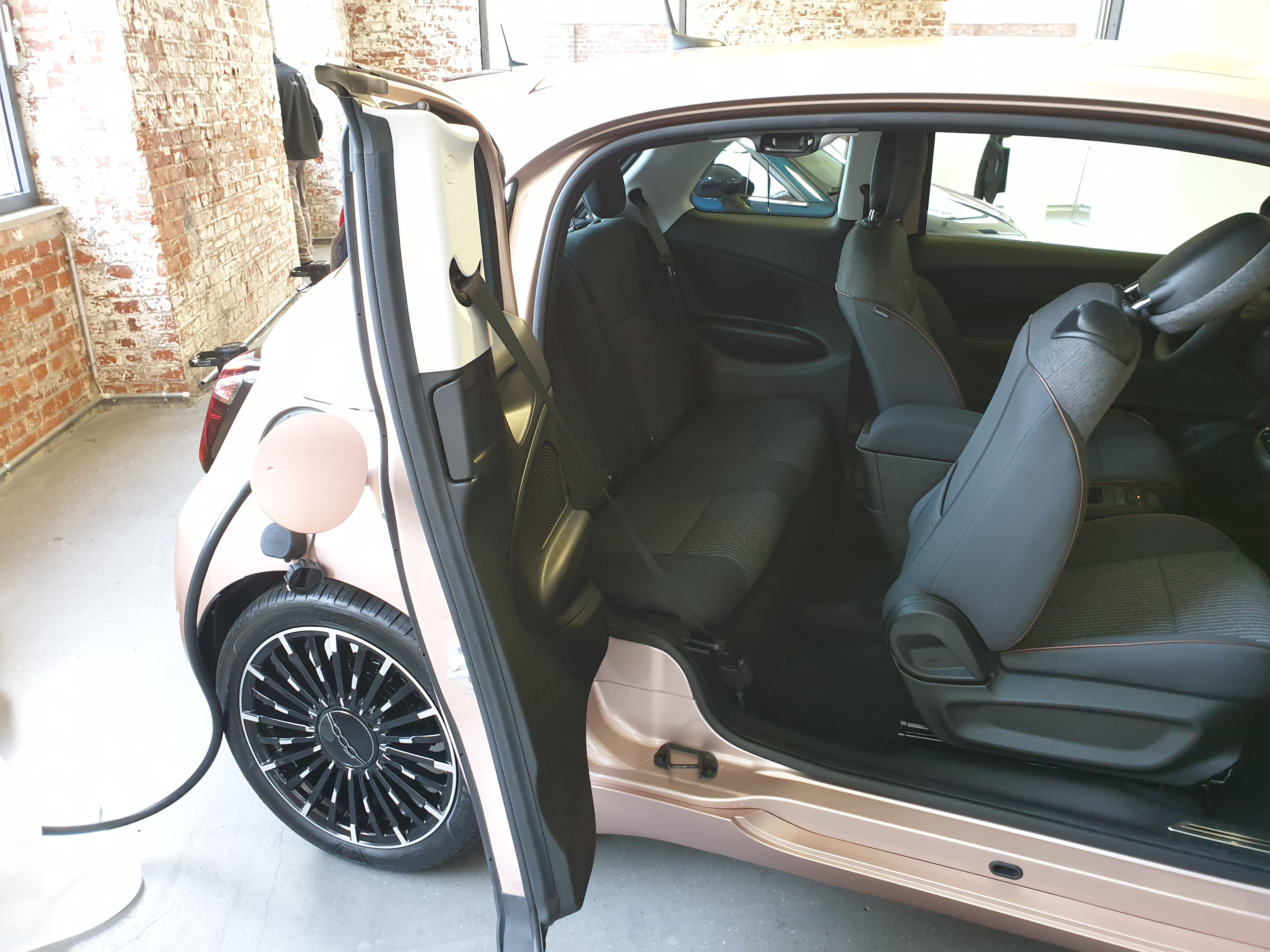
Dettaglio della portiere controvento della 3+1

A fine ottobre 2020 è stata presentata la versione 3+1, che va ad affiancarsi alla berlina e alla cabrio. Questo allestimento si caratterizza per la presenza di una quarta piccola portiera con apertura controvento posta sul lato destro azionabile dall'interno per agevolare l'accesso a bordo, adoperando lo stesso sistema utilizzato sulla originaria Fiat Nuova 500 del 1957.

## Tecnica
Dimensionalmente, la vettura è leggermente più grande del modello analogo che ha esordito nel 2007, con 60 mm in più in lunghezza e in larghezza e 40 mm in altezza. La Nuova 500 è commercializzata con un motore elettrico da 70 kW (94 hp) o da 86 kW (115 hp), entrambi disposti anteriormente e alimentati rispettivamente da una batteria agli ioni di litio da 23,8 kWh (86 MJ) e 42 kWh (150 MJ) poste sotto il pianale.
L'autonomia dichiarata sul ciclo WLTP è di 180 km per la versione con batteria da 23,8 kWh (86 MJ), mentre è di 320 km per la versione con batteria da 42 kWh (151 MJ). La velocità massima è autolimitata a 150 km/h. La Nuova 500 può accelerare da 0 a 50 km/h in 3,1 secondi e da 0 a 100 km/h in 9 secondi e prevede tre modalità di guida: Normal, Range e Sherpa. Quest'ultima modalità regola vari parametri per prolungare la durata della batteria: fra gli altri, limita la velocità massima a 80 km/h (50 mph), riduce la risposta dell'acceleratore al fine di ridurre il consumo di energia e disattiva il sistema di climatizzazione e riscaldamento dei sedili. Nella modalità Range viene attivata la funzione "one-pedal drive", ovvero è possibile guidare con il solo pedale dell’acceleratore, massimizzando le frenate rigenerative e di conseguenza l'autonomia. È comunque necessario intervenire sul pedale del freno per uno stop completo.

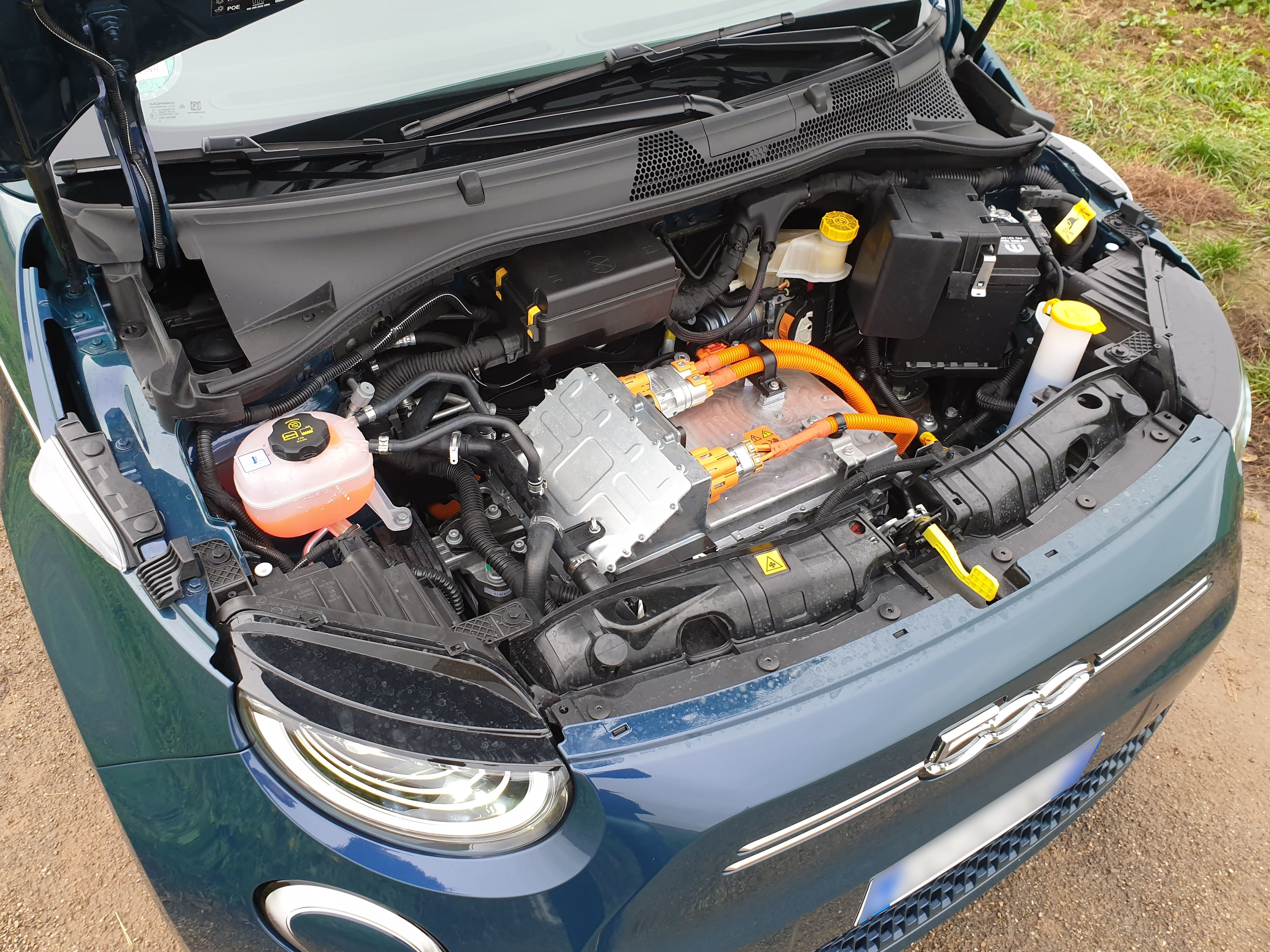
Dettaglio del vano motore e del propulsore elettrico

La Nuova 500 è dotata di un sistema di ricarica rapida da 85 kW. Sono necessari 5 minuti di ricarica della batteria per avere un'autonomia di 50 chilometri. Il sistema di ricarica rapida può rifornire la batteria all'80% in 35 minuti.
Per soddisfare le nuove normative di omologazione dell'UE, che impongono a tutti i veicoli elettrici di produrre una qualche forma di rumore o segnale acustico quando viaggiano a bassa velocità (generalmente sotto i 20 chilometri all'ora) per segnalare a pedoni e animali il passaggio della vettura, la vettura riproduce il tema musicale, composto da Nino Rota, del celebre film Amarcord di Federico Fellini.

## Efficienza e consumi

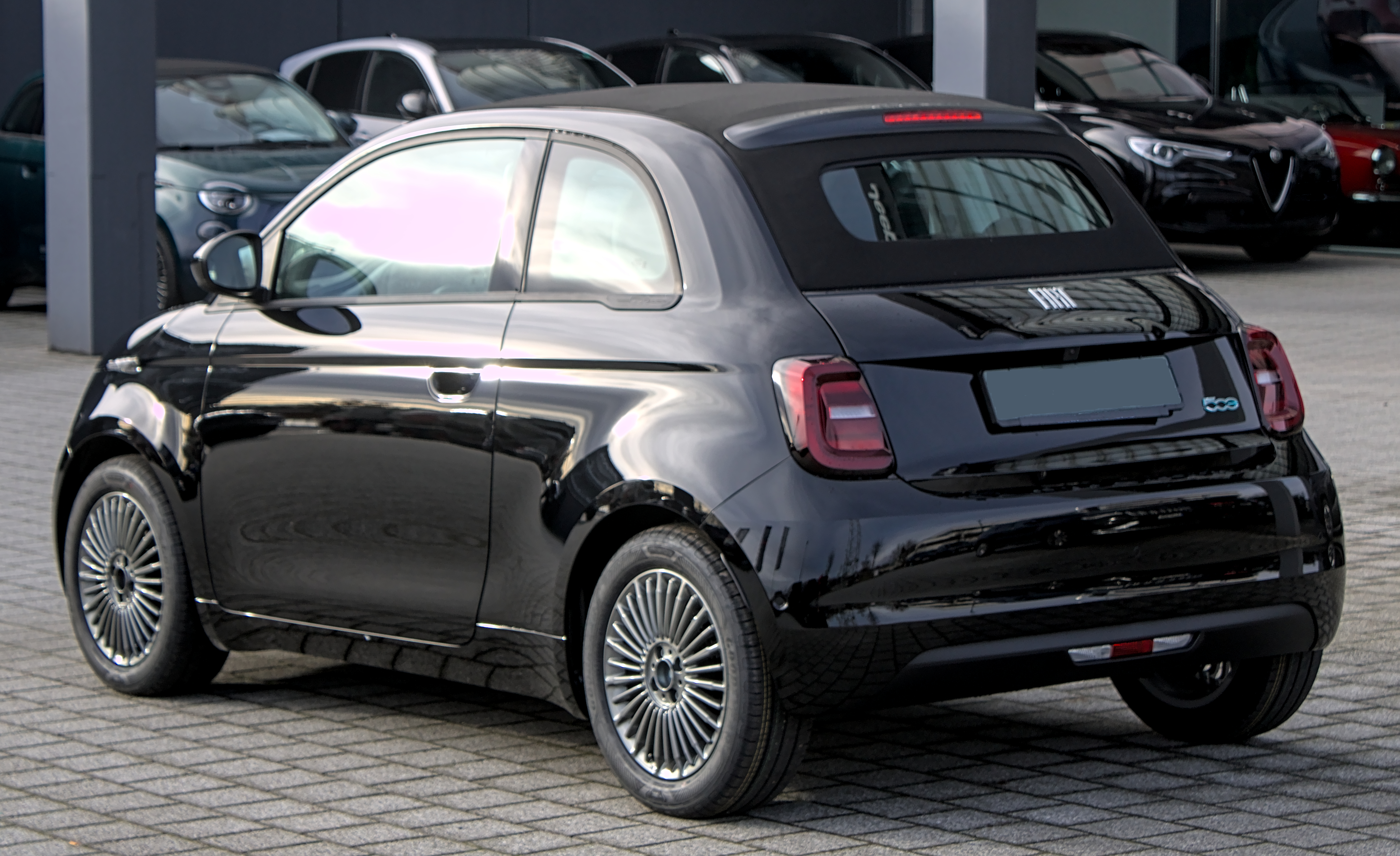
Versione Cabrio

Nel giugno 2021 la Nuova 500 è stata messa alla prova su efficienza e consumi reali dalla società indipendente europea Green NCAP, che valuta le emissioni reali dei nuovi modelli di automobili, oltre all'efficienza energetica e l'emissione di gas serra. La vettura, non avendo emissioni inquinanti allo scarico, ha un’efficienza energetica eccellente rispetto alle auto con motore a combustione.
Nel dettaglio i dati rilevati sono:
- Test d'efficienza a freddo (−7 °C): 25,8 kWh/100 km;
- Prova di guida WLTC in autostrada: 25,5 kWh/100 km;
- Test WLTC con avviamento a caldo e 14 °C ambientali: 17,8 kWh/100 km;
- Test WLTC con avviamento a freddo e 14 °C ambientali: 19,3 kWh/100 km;

Nel caso peggiore l'autonomia misurata è di 182 km, mentre quella media misurata è di 230 km e quella ufficiale dichiarata da Fiat ammonta a 320.

## Allestimenti
Al lancio la 500 è stata resa disponibile nel solo allestimento La Prima (le prime 500 vetture immatricolate per ciascun mercato) e in soli tre colorazioni (un nero pastello e i 2 metallizzati Mineral Grey e Ocean Green). In seguito sono stati introdotte altre cinque tinte e nuovi allestimenti, i quali sono:
- Action (solo per la berlina), la cui dotazione di serie comprende ABS, airbag laterali anteriori su lato guidatore e lato passeggero, alzacristalli elettrici anteriori, poggiatesta anteriori e posteriori regolabili in altezza, attention assist, cavo di ricarica, chiamata d'emergenza, climatizzatore manuale con filtro antipolline, VDC/ASR/EBD, luci diurne a LED, frenata automatica d'emergenza, freno di stazionamento elettrico, hill holder, sistema Keyless Go, kit multiuso per la riparazione degli pneumatici, lunotto termico, modalità di guida one-pedal drive, presa 12V su plancia, proiettori posteriori con luci LED, quadro strumenti TFT a colori, retrovisori esterni in tinta con la carrozzeria, sedili anteriori regolabili a 4 vie, sensore crepuscolare, sensore pressione pneumatici, specchi retrovisori esterni elettrici, volante nero a due razze con tasti e volante regolabile in altezza e profondità.
- Passion: stessa dotazione della versione Action più cruise control, cerchi in lega da 15 pollici, pre-condizionamento abitacolo, presa per la ricarica rapida da 85 kW e radio/USB 7 pollici con Apple CarPlay/Android Auto.
- Icon: stessa dotazione delle versioni precedenti più airbag laterali per la protezione della testa, cerchi in lega da 16 pollici bruniti, climatizzatore automatico, sensore di pioggia, sistema Traffic Sign Information e volante premium con comandi radio integrati.
- La Prima: stessa dotazione delle versioni precedenti più bracciolo anteriore con vano portaoggetti, caricatore wireless per smartphone, cerchi in lega da 17 pollici bicolore diamantato, fari full LED, inserti cromati su batticalcagno e cornice finestrini, regolazione automatica del fascio di luce dei proiettori, retrovisori esterni elettrici con sbrinamento, sedile posteriore sdoppiato 50/50 con poggiatesta, sedili anteriori regolabili a 6 vie manuali, selettore di modalità di guida, sensori parcheggio Drone View (visiona a 360 gradi), servosterzo elettrico Dualdrive, specchio retrovisore interno elettrocromico (giorno/notte automatico), sistema Urban Blind Spot, telecamera posteriore in alta risoluzione con griglie dinamiche e tetto in vetro fisso.

## Riconoscimenti
- Red Dot Design Award 2020[27]